# Franz Donat (Schriftsteller)
Franz Donat, geboren als Franz Stehmann (* 23. Mai 1890 oder 1891 in Ruhla; † 16. Juli 1960 in Santo Ângelo) war ein deutscher Schriftsteller.

## Leben
Der Sohn eines Meerschaumpfeifenfabrikanten absolvierte eine Bäckerlehre in Mühlhausen/Thüringen. Im Alter von 16 Jahren ging er als Schiffsjunge zur See. In Brasilien setzte er sich ab und durchstreifte bis 1914 das Land. Ab 1921 lebte er als Bäcker in Santo Ângelo. Seine Reiseerlebnisse bildeten die Grundlage dreier Bücher, die er unter dem Pseudonym Franz Donat veröffentlichte und die mehrmals aufgelegt wurden. Ab 1931 besaß er eine Bäckerei und eine Farm.

## Schriften
- Paradies und Hölle. Abenteuerliche Schicksale eines Deutschen in Brasilien unter Hinterwäldern, Diamantsuchern, Indianern, Einsiedlern und Verbrechern. Verlag von Strecker und Schröder, Stuttgart 1926.
  - Auszüge unter dem Titel: Im Strombereich des Amazonas. Heckners Verl., Wolfenbüttel 1929.
- An Lagerfeuern deutscher Vagabunden in Südamerika. Strecker & Schröder, Stuttgart 1927.
- Georg und Isabella. Ein Buch von Kampf und Liebe. Strecker & Schröder, Stuttgart 1928.